# 職業訓練指導員 (製版・印刷科)
職業訓練指導員 (製版・印刷科)（しょくぎょうくんれんしどういん せいはん・いんさつか）は、職業訓練指導員免許のうちの1つ。厚生労働省管轄。

## 受験資格
職業訓練指導員免許の受験資格と試験免除を参照。1級または2級製版技能士、印刷技能士の保有者は実務経験不要で、1級合格者は実技と関連学科が免除され、2級合格者は実技が免除される。

## 試験科目

### 学科試験
1. 指導方法（職業訓練原理、教科指導法、訓練生の心理、生活指導及び職業訓練関係法規）
2. 関連学科
  1. 系基礎学科
    1. 印刷・製本（印刷の歴史　印刷方式　製本）
    2. デザイン（レイアウト　色彩　デザイン　模様）
    3. 安全衛生（安全管理　衛生管理）

  2. 専攻学科
    1. 写真理論（写真原理　発色現象　感光用材料　写真用材料　デジタル画像）
    2. 製版法（画像処理　グラフィックデザイン　製版法　製版機械）
    3. 印刷法（印刷機械　印刷用材料　印刷法）

### 実技試験
1. 製版
2. 印刷